# Майк Ґамбрілл
Майк Ґамбрілл (англ. Mike Gambrill, 23 серпня 1935 — 8 січня 2011) — британський велогонщик.
Бронзовий призер Олімпійських Ігор 1956 року в командній гонці переслідування, учасник 1960 року.